# Federico Fiumani
Federico Fiumani (Osimo, 7 maggio 1960) è un cantautore, chitarrista e scrittore italiano, fondatore e frontman dei Diaframma, nonché autore di tutte le canzoni della band.

## Biografia
Verso la fine degli anni settanta ha formato i C.F.S. insieme a Gianni Cicchi (batteria) e Salvatore Susini (basso). Fiumani ha dato vita ai Diaframma nei primi anni ottanta, fino all'esordio nel 1982 con il singolo Pioggia/Illusione ottica. Fiumani è inizialmente chitarrista e paroliere della band, che vede la presenza anche di Gianni Cicchi (batteria), Leandro Cicchi (basso) e Nicola Vannini (voce), che nel 1984 viene sostituito da Miro Sassolini. Dal 1989 Fiumani è anche cantante della band.

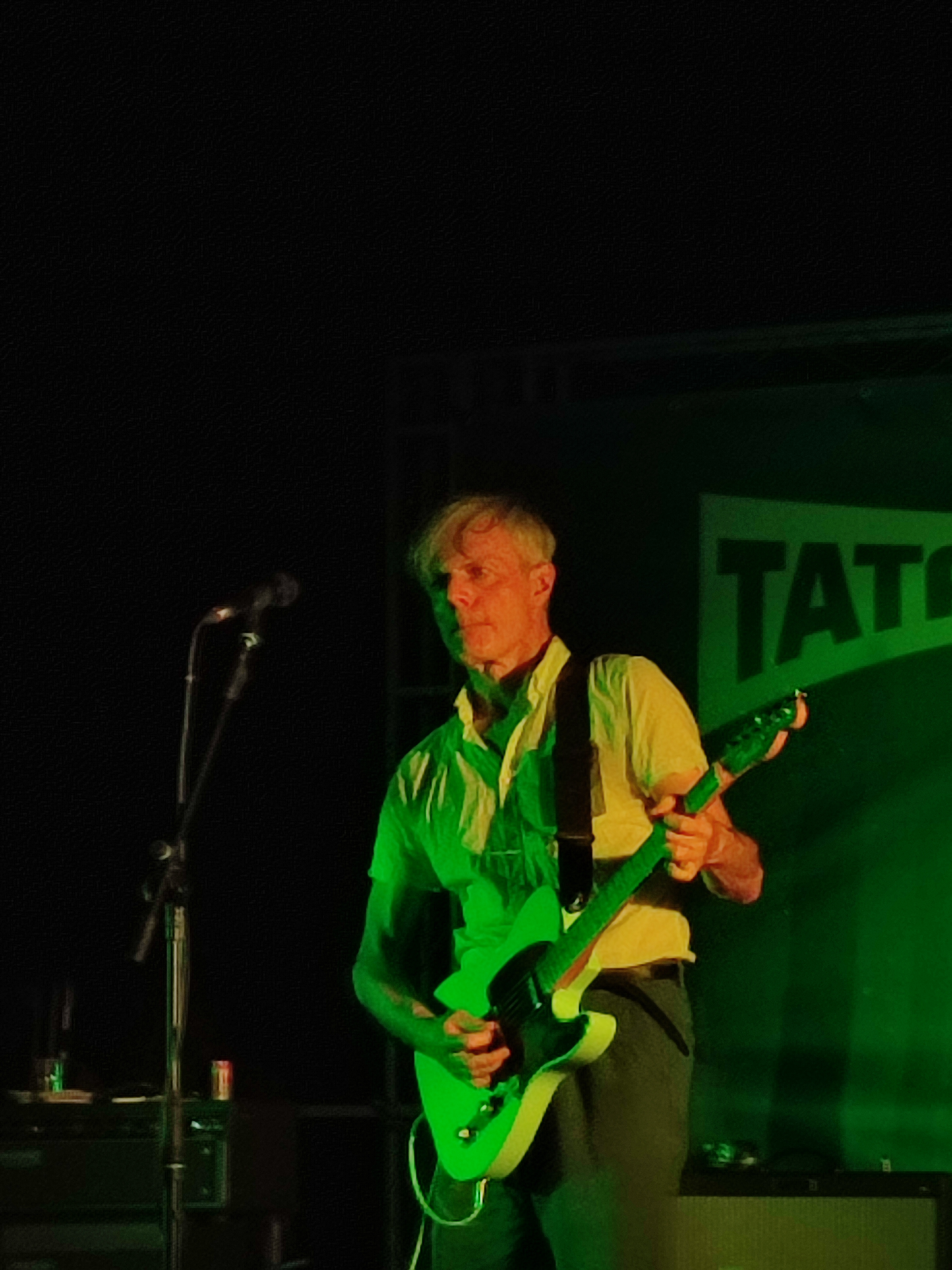
Federico Fiumani suona con i Diaframma nel 2023

Oltre ai numerosi album dei Diaframma, ha pubblicato gli album solisti Confidenziale nel 1994 e Donne mie nel 2006. Nel 1989 incise il singolo Corri ragazzo, autoprodotto dal coautore Paolo Boccia, ma non distribuito nei negozi.
Nel dicembre 2014 con Piero Pelù registra al Sounclinic Studio@ Larione 10 di Firenze il singolo Buchi nell'acqua, mixato da Giovanni Gasparini e pubblicato dalla Self in formato 10" e CD il 7 aprile 2015. In parallelo al discorso con i Diaframma, Fiumani prosegue un discorso più personale e autoriale: in Un ricordo che vale dieci lire, prodotto e arrangiato dal musicista Alessandro Grazian, ripropone alcune canzoni della tradizione cantautorale italiana.
I nomi, scelti accuratamente dal cantautore fiorentino (di adozione), spaziano tra il conosciuto e il meno noto: da Souvenir di Francesco De Gregori a Danze di Renzo Zenobi. Il disco esce in due formati, CD ed LP. Il CD, distribuito dalla Self, viene pubblicato il 18 novembre 2014. L'edizione in vinile è invece il risultato di una fortunata campagna sul sito di crowdfunding, MusicRaiser. Tra le ricompense, consegnate ai supporter più generosi, è previsto anche l'album interamente strumentale, Concrete Music, con in copertina un'opera disegnata dall'artista Manuele Fior.
A febbraio del 2018, in coppia con il frontman dei Pankow, Alex Spalck, ha pubblicato un disco dal titolo Il primato dell'immaginazione (Diaframma Records/Self), che contiene nove brani inediti con musiche di Fiumani e testi in italiano di Spalck, più una cover della celebre Marquee Moon dei Television, mentre il 7 dicembre 2018 è uscito L'abisso, il nuovo album dei Diaframma sempre per la Diaframma Records.
Nel 2011 collabora con i Soluzione al brano Gene che appare nel loro album L'esperienza segna, pubblicato da Jost/Audioglobe.
Fiumani ha inoltre finora pubblicato sei volumi di poesie e pensieri e un'antologia comprendente i testi di tutte le canzoni con relative note a margine.

## Discografia

### Da solista

#### Album
- 1994 – Confidenziale
- 2006 – Donne mie
- 2007 – Christmas Gift 2007 - Confidenziale 22 Dicembre 1994 (055)
- 2014 – Un ricordo che vale dieci lire
- 2015 – Concrete Music
- 2018 – Il primato dell'immaginazione (con Alex Spalck)
- 2022 -  Confidenziale 2021 (Live)

#### Singoli
- 1989 – Corri ragazzo (con Paolo Boccia)
- 2011 – Contro (con Paolo Boccia)
- 2012 – III (con Paolo Boccia)
- 2015 – Buchi nell'acqua (con Piero Pelù)
- 2019 – Neogrigio

### Con i Diaframma

#### Album in studio
- 1984 – Siberia
- 1986 – 3 volte lacrime
- 1988 – Boxe
- 1990 – In perfetta solitudine
- 1991 – Da Siberia al prossimo week-end
- 1992 – Anni luce
- 1994 – Il ritorno dei desideri
- 1995 – Non è tardi
- 1996 – Sesso e violenza
- 1998 – Scenari immaginari
- 1999 – Coraggio da vendere
- 2001 – Il futuro sorride a quelli come noi
- 2002 – I giorni dell'ira
- 2004 – Volume 13
- 2007 – Camminando sul lato selvaggio
- 2009 – Difficile da trovare
- 2012 – Niente di serio
- 2013 – Preso nel vortice
- 2016 – Siberia reloaded 2016 (remake di Siberia)
- 2018 – L'abisso
- 2022 – Ora

## Opere letterarie
- Neogrigio, 1983.
- 40 poesie, 1985.
- L'orologio biologico, 1991.
- Dov'eri tu nel '77?. Roma, Coniglio Editore, 2006; ISBN 88-88833-93-5.
- Brindando coi demoni. Roma, Coniglio Editore, 2007; ISBN 978-88-6063-067-4.
- Diaframma track by track. Roma, Coniglio Editore, 2008; ISBN 978-88-6063-120-6.
- Odio Springsteen e gli U2 - Poesie 1983-2011. Roma, Coniglio Editore, 2011; ISBN 978-88-6063-278-4.